# Aliou Siby Badara
 Aliou Siby Badara est un footballeur ivoirien né le 26 février 1971. Il est international

## Carrière
- 1991-2001 : ASEC Mimosas ( Côte d'Ivoire)
- 2001-2002 : Club africain ( Tunisie)
- 2002-2004 : Al Hilal Riyad ( Arabie saoudite)

## Palmarès
- Ligue des Champions de la CAF : 1998
- Supercoupe d'Afrique : 1999
- Championnat de Côte d'Ivoire de football : 1992, 1993, 1994, 1995, 1997, 1998, 2000, 2001
- Coupe de Côte d'Ivoire de football : 1995, 1997, 1999
- Coupe Félix-Houphouët-Boigny : 1994, 1995, 1997, 1998,  1999
- Coupe de Prince Faisal d'Arabie saoudite : 2003